# Hoài Nhơn Nam
Hoài Nhơn Nam là một phường thuộc tỉnh Gia Lai, Việt Nam.

## Địa lý
Phường Hoài Nhơn Nam nằm ở phía đông bắc tỉnh Gia Lai, có vị trí địa lý:
- Phía đông giáp phường Hoài Nhơn và phường Hoài Nhơn Đông
- Phía tây giáp xã Ân Hảo
- Phía nam giáp phường Bồng Sơn
- Phía bắc giáp phường Hoài Nhơn Tây và phường Hoài Nhơn

Phường Hoài Nhơn Nam có diện tích 37,67 km², dân số năm 2025 là 32.707 người, mật độ dân số đạt 868 người/km².

## Hành chính
Phường Hoài Nhơn Nam được chia thành 15 khu phố: An Dưỡng 1, An Dưỡng 2, Hòa Trung 1, Hòa Trung 2, Thái Lai, Đệ Đức 1, Đệ Đức 2, Đệ Đức 3, Thuận Thượng 1, Thuận Thượng 2, Song Khánh, Giao Hội 1, Giao Hội 2, Vĩnh Phụng 1, Vĩnh Phụng 2.

## Lịch sử
Sau năm 1975, Hoài Tân và Hoài Xuân là 2 xã thuộc huyện Hoài Nhơn.
Ngày 22 tháng 4 năm 2020, Ủy ban Thường vụ Quốc hội ban hành Nghị quyết số 932/NQ-UBTVQH14 về việc thành lập thị xã Hoài Nhơn và các phường thuộc thị xã Hoài Nhơn (nghị quyết có hiệu lực từ ngày 1 tháng 6 năm 2020). Theo đó, thành lập phường Hoài Tân thuộc thị xã Hoài Nhơn trên cơ sở toàn bộ 27,59 km² diện tích tự nhiên và 18.096 người của xã Hoài Tân. Thành lập phường Hoài Xuân thuộc thị xã Hoài Nhơn trên cơ sở toàn bộ 10,08 km² diện tích tự nhiên và 8.348 người của xã Hoài Xuân.
Ngày 28 tháng 4 năm 2025, Hội đồng Nhân dân tỉnh Gia Lai thông qua Nghị quyết về chủ trương sắp xếp đơn vị hành chính cấp xã của tỉnh Gia Lai (mới), trong đó sáp nhập các phường thuộc thị xã Hoài Nhơn (nghị quyết có hiệu lực từ ngày 1 tháng 7 năm 2025). Theo đó, thành lập phường Hoài Nhơn Nam trên cơ sở sáp nhập toàn bộ 27,59 km2 diện tích tự nhiên, dân số 21.759 người của phường Hoài Tân và toàn bộ 10,08 km2 diện tích tự nhiên, dân số 10.948 người của phường Hoài Xuân.